# SGI Altix
El Altix es una línea de servidores y supercomputadoras producidas por Silicon Graphics, basadas en procesadores Intel Itanium. Sucedió a los servidores Origin 3000 basados en MIPS/IRIX.

## Historia
La línea se anunció por primera vez el 7 de enero de 2003, con la serie Altix 3000, basada en los procesadores Intel Itanium 2 y la interconexión del procesador NUMAlink de SGI. En la presentación del producto, el sistema soportaba hasta 64 procesadores que ejecutan Linux como una sola imagen del sistema y se distribuía con una distribución de Linux llamada SGI Advanced Linux Environment, que era compatible con Red Hat Advanced Server. 
En agosto de 2003, muchos clientes de SGI Altix ejecutaban Linux en sistemas SGI Altix de 128 e incluso 256 procesadores. SGI anunció oficialmente el soporte de 256 procesadores dentro de una sola imagen del sistema de Linux el 10 de marzo de 2004 utilizando un núcleo Linux basado en la versión 2.4. El SGI Advanced Linux Environment  finalmente quedó en desuso tras el soporte proporcionado por SUSE Linux Enterprise Server para SGI Altix, específicamente, con SLES 8 y SLES 9.
Más tarde, los sistemas SGI Altix de 512 procesadores fueron oficialmente compatibles utilizando una distribución estándar de Linux sin modificar con el lanzamiento de SLES 9 SP1. Además de la compatibilidad total de SGI Altix en SUSE Linux Enterprise Server, Red Hat Enterprise Linux también fue totalmente compatible con el Altix 3700 Bx2 a través de RHEL 4 y RHEL 5, con límites de procesador del sistema definidos por Red Hat para esos lanzamientos. 
El 14 de noviembre de 2005, SGI presentó la serie Altix 4000 basada en el Itanium 2. Los Altix 3000 y 4000 son sistemas multiprocesador de memoria compartida distribuida. Más tarde, SGI admitió oficialmente sistemas de 1024 procesadores en una distribución de Linux estándar no modificada con el lanzamiento de SLES 10 en julio de 2006. SGI Altix 4700 también recibió el respaldo oficial de Red Hat con RHEL 4 y RHEL 5 (los límites máximos del procesador fueron los definidos por Red Hat para sus lanzamientos RHEL). 
La marca Altix se utilizó para sistemas basados en procesadores Intel Xeon multinúcleo. Estos incluyen los servidores de montaje en rack Altix XE, los servidores blade Altix ICE y las supercomputadoras Altix UV. 
El supercomputador Columbia de la NASA, instalado en 2004 y dado de baja en 2013, era un grupo de 20 sistemas Altix 3000 con  microprocesadores 10240, cada uno con 512 microprocesadores, interconectados con InfiniBand.

## Altix 3000
El Altix 3000 fue la primera generación de sistemas Altix. Fue sucedido por el Altix 4000 en 2004, y el último modelo de la serie fue descontinuado a fines de 2006. 

### Altix330
El Altix 330 es un servidor de nivel de entrada. A diferencia de los modelos de gama alta, el Altix 330 no se basa en "bloques", sino que se basa en módulos informáticos de 1U de alto montados en un bastidor y conectados con NUMAlink. Un solo sistema puede contener de 1 a 16 procesadores Itanium 2 y de 2 a 128 GB de memoria. El Altix 1330 es un grupo de sistemas Altix 330. Los sistemas están conectados en red con Gigabit Ethernet o 4X InfiniBand. 

### Altix350
El Altix 350 es un modelo de gama media que admite hasta 32 procesadores Itanium 2. Introducido en 2005, ejecuta Linux, en lugar de la variante Unix de SGI, IRIX. El Altix 350 es escalable desde 1 hasta 32 procesadores. Cuenta con puertos de expansión DDR SDRAM y PCI-X, y puede admitir discos duros internos SCSI o SATA. Diseñado como un servidor montado en bastidor, el Altix 350 es de 2U, lo que significa que ocupa dos ranuras verticalmente en un bastidor de servidor estándar. El Altix 1350 es un grupo de sistemas Altix 350. 
A diciembre de 2006, el Altix 350 es reemplazado por el Altix 450 (basado en el Itanium 2) y el Altix XE (basado en el Xeon). 

### Altix3300
El Altix 3300 es un modelo de gama media que admite de 4 a 12 procesadores, y de 2 a 48 GB de memoria RAM. Está empaquetado en un bastidor corto de 17U. 

### Altix3700
El Altix 3700 es un modelo de gama alta que admite de 16 a 512 procesadores y de 8 GB a 2 TB de memoria. Requiere uno o varios estantes altos (39U). Una variante del Altix 3000 con capacidad gráfica se conoce como el Prism. 
El 3700 se basa en la arquitectura de memoria compartida distribuida NUMAflex de tercera generación y utiliza el la interconexión NUMAlink 4. El Altix 3000 admite una única imagen de sistema de 64 procesadores. Si hay más de 64 procesadores en un sistema, entonces el sistema debe estar particionado. 
El bloque de construcción básico se denomina C-brick, que contiene dos nodos en una unidad de montaje en bastidor de 4U de altura. Cada nodo contiene dos procesadores Intel Itanium 2 que se conectan al ASIC Super-Bedrock a través de un solo bus frontal. El Super-Bedrock es un conmutador de barra cruzada para los procesadores, la RAM local, la interfaz de red y la interfaz de E/S. Los dos ASIC Super-Bedrock en cada bloque están conectados internamente por un solo canal NUMAlink 4 de 6,4 GB/s. Un nodo de procesador también contiene 16 ranuras DIMM que aceptan módulos DIMM DDR estándar con capacidades de 4 a 16 GB. 

### Altix3700 Bx2
El Altix 3700 Bx2 es un modelo de gama alta que admite entre 16 y 2048 procesadores Itanium 2 y entre 12 GB y 24 TB de memoria RAM. Utiliza uno o varios estantes altos de 40U. 

## Altix4000

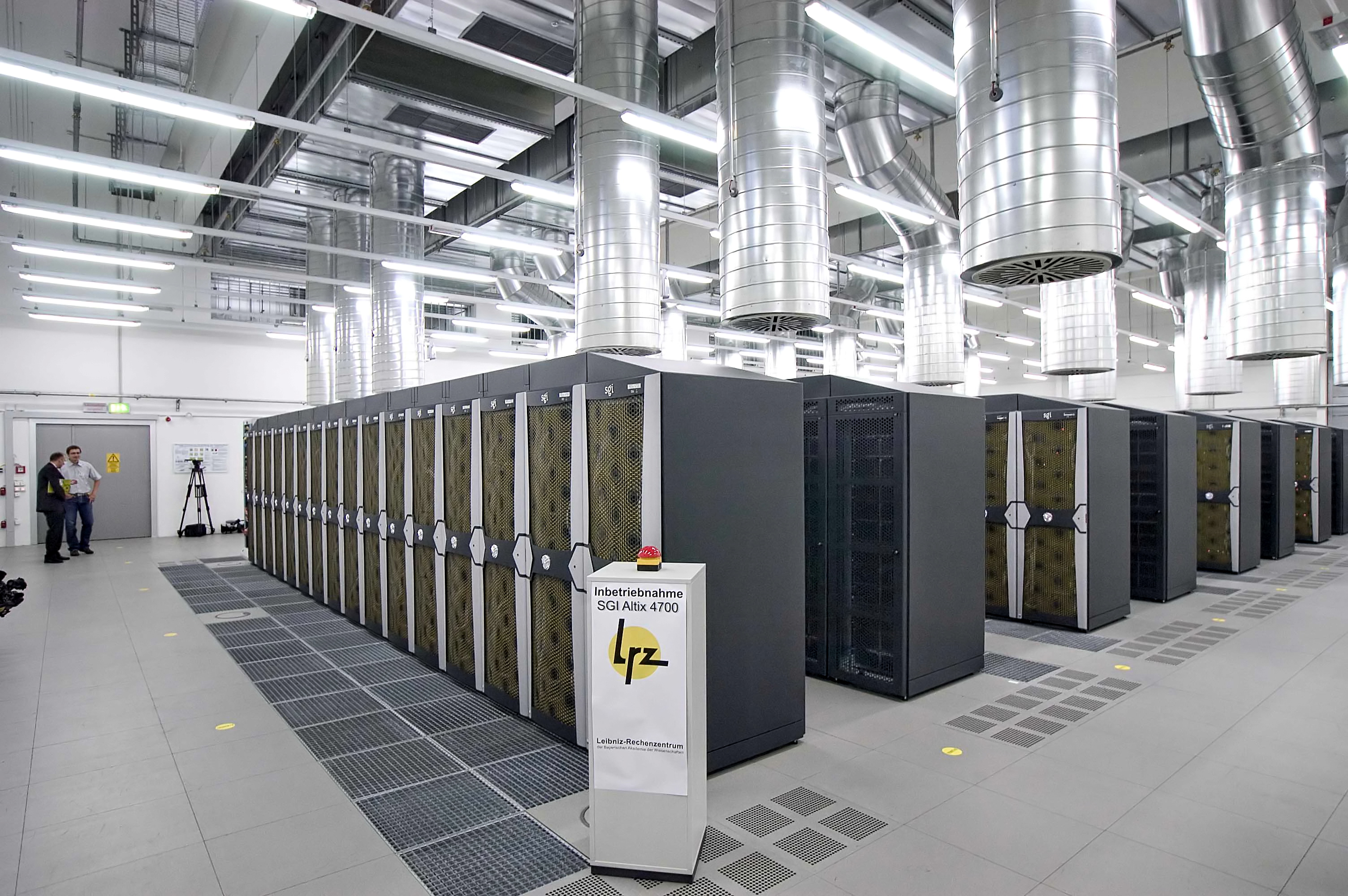
Máquinas SGI Altix 4700 en la máquina Höchstleistungsrechner Bayern II

El Altix 4000 es la siguiente línea de productos basada en Itanium de Silicon Graphics. Tiene dos modelos, el Altix 450, un servidor de gama media, y el Altix 4700, un servidor de gama alta. 
Un sistema Altix 4700 contiene hasta 2048 zócalos de microprocesador Itanium 2 e Itanium (revisión "Montvale" de doble núcleo, conectados por la interconexión NUMAlink 4 en una topología de red fat tree. Los microprocesadores van acompañados de hasta 128 TB de memoria (192 TB con tarjetas de socket de microprocesador único y DIMM de 16 GB). 
Cada nodo está contenido dentro de un blade que se conecta a un gabinete, la unidad de rack individual (IRU). La IRU es una carcasa de 10U que contiene los componentes necesarios para soportar los blades, como las fuentes de alimentación, dos tarjetas de enrutador (una por cada cinco blades) y un controlador L1. Cada IRU puede admitir diez blade de ancho simple o dos blade de ancho doble y ocho blade de ancho simple. Las IRU se montan en un rack de 42U de altura, y cada rack admite hasta cuatro IRU. 
Dos tipos de nodo, procesador y memoria, están contenidos dentro de una blade. Los blades contienen un nodo de procesador y constan de dos zócalos PAC611 para los microprocesadores Itanium 2 e Itanium, un ASIC Super-Hub (SHIC) y ocho ranuras DIMM para memoria. El número de zócalos de microprocesador en un blade es uno o dos. Las configuraciones de zócalo de un procesador proporcionan más ancho de banda, ya que solo un zócalo de microprocesador está utilizando el bus frontal y la memoria local. Las configuraciones de socket de dos procesadores no son compatibles con hyperthreading. Las placas de memoria se utilizan para ampliar la cantidad de memoria sin aumentar el número de procesadores. Contienen un ASIC SHub y 12 ranuras DIMM. Los blades admiten módulos DIMM de 1, 2, 4, 8 y 16 GB. El soporte de SGI no admite ninguna instalación con módulos DIMM de 16 GB. 
Se pueden combinar varios servidores en el mismo entramado de Numalink hasta el máximo teórico de 8192 nodos (16 384 CPU del sistema operativo). 

## Altix XE
Los servidores Altix XE utilizan procesadores Intel Xeon x86-64. Los modelos incluyen: 
- El servidor Altix XE210 admite hasta dos procesadores Intel Xeon Dual o Quad-Core, serie 5100 o serie 5300, memoria FBDIMM DDR2 a 667 MHz de 32 GB, 1 x PCIe x8 (perfil bajo) y 1 x PCI-X 133 MHz (altura completa), y tres bahías de unidades SATA/SAS.
- El servidor Altix XE240 admite hasta dos procesadores Intel Xeon de doble o cuádruple núcleo, serie 5100 o serie 5300, memoria FBDIMM DDR2 667 MHz de 32 GB, dos opciones de configuración de ranuras PCI (opción 1: 2 x PCIe x4 (perfil bajo), 2 x PCIe x4 (altura completa), 1 x PCEe x8 (altura completa); u opción 2: 2 x PCIe x4 (perfil bajo), 3 x PCI-X 133 MHz (altura completa), 1 x PCI-X 133 MHz (completa altura) y cinco bahías de unidades SATA/SAS.
- El servidor Altix XE250
- El servidor Altix XE270 es una configuración de 2U con procesador Intel Xeon serie 5500, con una opción de hasta 18 DIMM DDR3 (DIMM de 2 GB, 4 GB u 8 GB), 2 x PCIe x8 gen 2 (perfil bajo), 1 x PCIe x4 gen 1 (perfil bajo), 2 x PCI-x 133/100 (perfil bajo), ocho bahías de unidades SATA o SAS con hardware opcional RAID (0, 1, 5, 6, 10),
- El servidor Altix XE310 se presentó el 8 de enero de 2007 y contiene dos nodos por XE310, hasta cuatro procesadores Intel Xeon Dual o Quad-Core, 5100 Series o 5300 series (dos por nodo), 64 GB de memoria DDR2 667 MHz FBDIMM (32 GB por nodo ), 2 x PCIe x8 (1 por nodo) ranuras PCI y Cuatro compartimientos de unidades SATA / SAS (dos por nodo).
- El servidor Altix XE320
- El servidor Altix XE340 contiene 2 nodos de cómputo dentro de una configuración de 1U, procesador Intel Xeon serie 5500, elección de hasta 12 DIMM DDR3 por nodo (DIMM de 2 GB, 4 GB u 8 GB), 2 x PCIe x16 (1 por nodo) - perfil bajo Ranura PCI y cuatro bahías de unidades SATA (2 por nodo) con SAS opcional y RAID de hardware 0, 1.
- El servidor Altix XE500 es una configuración de 3U con procesador Intel Xeon serie 5500, con una opción de hasta 18 DIMM DDR3 (DIMM de 2 GB, 4 GB u 8 GB), 2 x PCIe x16 gen2 (altura completa) y 4 x PCIe x8 gen2 ( altura completa) ranuras PCI y ocho unidades SATA o SAS con RAID de hardware opcional (0, 1, 5, 6, 10).
- El cluster Altix XE1200
- El cluster Altix XE1300

Todos los sistemas Altix XE son compatibles con Novell SUSE Linux Enterprise Server, Red Hat Enterprise Linux y Microsoft Windows. El soporte de VMware se agregó en toda la línea de productos Altix XE. 

## Altix ICE
La plataforma blade Altix ICE es un sistema basado en Intel Xeon que ofrece blades de cómputo sin disco y un marco de gestión jerárquica (HMF) para escalabilidad, rendimiento y resistencia. Mientras que los sistemas Altix basados en Itanium anteriores ejecutan un núcleo Linux de imagen de sistema único (SSI) en 1024 procesadores o más usando una distribución estándar de SuSE Linux Enterprise Server (SLES), las capacidades de agrupación de Altix ICE usan distribuciones SLES estándar o Red Hat Enterprise Linux y escalar a más de 51 200 núcleos en la supercomputadora Pleiades de la NASA.  
El gabinete blade Altix ICE 8200LX presenta dos conmutadores blade de DDR IB 4x y un plano de alto rendimiento, mientras que Altix ICE 8200EX presenta cuatro conmutadores blade DDR IB 4x y dos planos de alto rendimiento. Ambas configuraciones admiten hipercubos o topología de fat tree, y 16 blades de cálculo dentro de una IRU. 
Los blades de cómputo IP-83 e IP-85 son compatibles con los procesadores Intel Xeon 5200 o 5400, y los blade de cómputo IP-95 son compatibles con los procesadores Intel Xeon 5500. 
En noviembre de 2011, el ICE 8400 se basa en procesadores Intel Xeon 5500 o 5600 o en los procesadores AMD Opteron 6100 series. 
A 2013  , estos utilizan los coprocesadores Xeon Phi .

## Altix UV
La arquitectura de la supercomputadora Altix UV se anunció en noviembre de 2009. Con nombre en clave Ultraviolet durante el desarrollo, la Altix UV combina un desarrollo de interconexión NUMAlink utilizada en la Altix 4000 (NUMAlink 5) con procesadores Intel Xeon 7500 "Nehalem-EX" de cuatro, seis u ocho núcleos. Los sistemas Altix UV se ejecutan en SuSE Linux Enterprise Server o en Red Hat Enterprise Linux, y escalan de 32 a 2048 núcleos con soporte para hasta 16 Terabytes (TB) de memoria compartida en una sola imagen del sistema.
En 2010 y 2011, SGI retiró el nombre Altix para los nuevos servidores producidos por la compañía. Altix UV y Altix ICE se han reducido a "SGI UV" y "SGI ICE", mientras que la línea Altix XE se llama "Rackable". 